# 小堀由起子
小堀 由起子（こぼり ゆきこ）は、日本の編集技師。日本映画・テレビ編集協会（J.S.E.）所属。京都市出身。日本大学芸術学部卒業。

## 主な編集作品

### 映画
編集助手
- 釣りバカ日誌5 （1992年）
- マークスの山 （1995年）
- 黒い家 （1999年）
- スイート・スイート・ゴースト （2000年）
- 刑務所の中 （2002年）
- 青の炎 （2003年）
- 隠し剣 鬼の爪 （2004年）

編集
- ボーイズ・オン・ザ・ラン （2010年）
- ひまわりと子犬の7日間 （2013年）
- ボクたちの交換日記 （2013年）
- 女たちの都〜ワッゲンオッゲン〜 （2013年）
- 花と蛇 ZERO （2014年）
- シマウマ（2016年）
- 裏切りの街（2016年）
- あの日のオルガン（2019年）
- ひかりの歌（2019年）
- 決算!忠臣蔵（2019年）
- アクターズ・ショート・フィルム２（2022年）
- アクターズ・ショート・フィルム3（2023年）
- アクターズ・ショート・フィルム4（2024年）
- 美晴に傘を（2025年）

### テレビドラマ
- アルバイト探偵 （2005年、WOWOW） - 編集助手[3]
- ストロベリーミッドナイト （2013年、フジテレビ）
- ストロベリーナイト～アフター・ザ・インビジブルレイン～ （2013年、フジテレビ）
- 鍵のない夢を見る第4夜、第5夜（2013年、WOWOW）
- 世にも奇妙な物語'13秋の特別編「仮婚」（2013年、フジテレビ）
- SMOKING GUN〜決定的証拠〜（2014年、フジテレビ）
- 世にも奇妙な物語'14秋の特別編　超短編含む「冷える」「捨てられない女」（2014年、フジテレビ）
- 警部補・杉山真太郎〜吉祥寺署事件ファイル （2015年、TBS）
- 双葉荘の友人（2016年、WOWOW）
- 裏切りの街（2016年、dtv）
- ヒトヤノトゲ～獄の棘～（2017年、WOWOW）
- 嫌われる勇気（2017年、フジテレビ）
- CODE1515（2020年、フジテレビ）
- ガンダムビルドリアル（2021年、BS11）
- 男コピーライター、育休をとる。（2021年、WOWOW）
- 寂しい丘で狩りをする（2022年、テレビ東京）
- 量産型リコ -プラモ女子の人生組み立て記-（2022年、テレビ東京）
- 旅するサンドイッチ（2022年、テレビ東京）
- ブルーバースデー（2023年、関西テレビ）
- にんげんこわい2（2023年、WOWOW）
- たそがれ優作（2023年、BSテレ東）
- あの子の子ども（2024年、関西テレビ）

### ドキュメンタリー
- 新しい世界へ〜有人飛行に革命を起こす者たち〜 （2011年、WOWOW）
- ラストロードショー 名画座が消える日 （2013年、WOWOW）
- さらば愛する日本よ〜密着・押井守の世界挑戦800日〜 （2015年、WOWOW）
- 北アルプスドローン大縦走（2017年~、NHK総合）
- 重力と踊る（2024年、NHKBSP4K）

## 受賞歴
- 2010年 第10回日本映画テレビ技術協会：映像技術奨励賞（編集）『ボーイズ・オン・ザ・ラン』[4]